# Музей естественной истории (Мозамбик)
Национальный музей естественной истории Мозамбика (порт. Museu de História Natural de Moçambique) — музей естественной истории, расположенный в столице Мозамбика, городе Мапуту; открылся в 1913 году; современное здание, являющееся памятником архитектуры страны, находится на площади Травессиа-ду-Замбез (Praça Travessia do Zambeze) в районе Polana.

## История
Музей открылся в колониальный период, в 1913 году, как Провинциальный музей (Museu Provincial): был основан 6 июня 1913 года по инициативе португальского школьного учителя Альберто Граса и расположился в школьном здании «Escola 5 de Outubro». В тот период и позднее музей находился в ведении руководства школы: в частности, учителя естествознания должны были доводить учебную программу до школьников, использую экспонаты музея как практические пособия.
Три года спустя генерал-губернатор колонии Мозамбик Альваро де Кастро признал важность музея для региона и организовал переезд экспозиции из школьного здания на виллу Джоя, в ботаническом парке города Жардим Васко да Гама (сегодня — Жардим Тундуру). Музей переехал в своё нынешнее здание на площади Дас Дескобертас (сегодня — Травессиа-ду-Замбез), изначально предназначавшееся для начальной школы, в 1932—1933 годах. В период переезда музей назывался «Museu Dr. Álvaro de Castro» — в честь португальского губернатора региона.
В 1940 году городская администрация объявила конкурс на расширение музейного здания в стиле историзм: реализация проекта португальского архитектора Жоао Хосе Тиноко не состоялась. В 1957 года музей стал напрямую управляться колониальными органами, ответственными за образования; через два года перешёл под руководство Института научных исследований Мозамбика (Instituto de Investigação Cientifica de Moçambique). Был переименован в период получения Мозамбиком независимости, в 1975 году. Является единственный музеем естественной истории в стране; музейное здание внесено в список памятников архитектуры.